# Macrodontia dejeanii
Macrodontia dejeanii é um inseto da ordem Coleoptera e da família Cerambycidae, subfamília Prioninae e gênero Macrodontia; um besouro cujo habitat são as florestas tropicais úmidas da região neotropical; geograficamente distribuído no oeste da América do Sul (entre o Equador e a Bolívia, mas principalmente na Colômbia, onde, mesmo assim, é considerada uma espécie rara, com poucos espécimes depositados em coleções) e de citada distribuição no sul da América Central (desde a Costa Rica). Fora descrito em 1839 pelo entomologista francês Hippolyte Louis Gory, seu descritor específico em homenagem ao general Pierre François Marie Auguste Dejean, que lutou nas Guerras Napoleônicas e foi presidente da Société Entomologique de France; Gory publicando sua descrição no texto "Note monographique sur le genre Macrodontia, établi par M. Audinet-Serville, dans sa nouvelle classification des longicornes publiée dans les Annales de la Société entomologique", do tomo 8 dos Annales de la Société Entomologique de France, com uma ilustração (pl. 9.) e a citação de que o holótipo foi capturado pelo Sr. Lebas na Colômbia.

## Descrição
Apresenta dimorfismo sexual aparente, os machos possuindo suas mandíbulas mais desenvolvidas e tamanho maior, de até 12 centímetros enquanto fêmeas chegam a 10 centímetros de comprimento e são mais escassas, ambos os sexos com élitros de coloração castanho-amarelada com linhas enegrecidas e escutelo, protórax e cabeça negros.

## Biologia
Segundo Ângelo Moreira da Costa Lima, as larvas de quase todas as espécies de Cerambycidae da subfamília Prioninae desenvolvem-se em troncos cortados ou já secos, por isso os seus representantes não têm tanta importância econômica para as plantas cultivadas.